# 巴比妥类药物
巴比妥类药物（barbiturates）或巴比士类药物，是一类化学结构衍生自巴比妥酸的中枢抑制剂类药物，其应用范围可以从轻度镇静到完全麻醉，还可以用作抗焦虑药、安眠药、抗痉挛药（抗惊厥药）。长期使用的不良反应可能会导致生理和心理上成瘾性和过量的可能性；由于具有被滥用于娱乐性的抗焦虑和镇静的风险，在大多数国家其使用受到严格控制。
巴比妥类药物目前在临床上已很大程度上被苯二氮䓬类药物所替代，后者过量服用后产生的副作用远小于前者。不过，在全身麻醉或癫痫的治疗中仍会使用巴比妥类药物。

## 化学性质
巴比妥类药物通常为白色结晶或结晶性粉末。在空气中稳定。一般微溶或极微溶于水，易溶于有机溶剂。钠盐易溶于水，难溶于有机溶剂。巴比妥类药物的六元环内存在1,3-二酰亚胺基团，可发生酮式-烯醇式互变异构，在水溶液中发生电离。故巴比妥类药物呈弱酸性，pKa为7.3至8.4。二酰亚胺基团在碱性条件下水解，释放出氨气。巴比妥钠盐在吸湿的情况下也会水解。

### 重金属反应
巴比妥类药物六元环中的丙二酰脲或酰亚胺基团可与部分重金属离子发生颜色反应。
巴比妥类药物的钠盐可与硝酸银反应，先生成可溶的一银盐。若硝酸银过量，则生成难溶的二银盐白色沉淀。巴比妥类药物在吡啶溶液中生成的烯醇式异构体可与铜吡啶试剂反应，生成稳定的配位化合物。一般的巴比妥类药物出现紫堇色或紫色沉淀，含硫巴比妥类药物则出现绿色沉淀。在pH值较高的溶液中，在三氯甲烷中，该沉淀的溶解度随着5,5取代基亲脂性的增加而增大。巴比妥类药物在碱性溶液中可与钴离子生存紫堇色配位化合物。巴比妥类药物可与硝酸汞或氯化汞反应生成白色沉淀。该沉淀能溶于氨水中。

### 香草醛反应
巴比妥类药物六元环中的丙二酰脲基团中氢可与香草醛在浓硫酸的催化下发生缩合反应显棕红色。《英国药典》2005年版即采用该原理鉴别戊巴比妥。

## 紫外吸收光谱特征
巴比妥类药物的电离会引起共轭体系延长，所以电离极数的不同会影响其紫外吸收光谱。5,5二取代巴比妥类药物可发生二级电离，1,5,5三取代巴比妥类药物则只发生一级电离。因此，在酸性溶液中，二取代和三取代巴比妥类药物不电离，无明显吸收峰；在pH为10的溶液中，两者都发生一级电离，最大吸收峰位于240nm处；在pH为13的溶液中，二取代巴比妥类药物发生二级电离，所以其最大吸收峰红移至255nm处。

## 代表药物
| 名称       | R1        | R2              | IUPAC名称                                     |
| ---------- | --------- | --------------- | --------------------------------------------- |
| 阿洛巴比妥 | -CH2CHCH2 | -CH2CHCH2       | 5,5-二烯丙基巴比妥酸盐                        |
| 异戊巴比妥 | -CH2CH3   | -CH2CH2CH(CH3)2 | 5-乙基-5-异戊基-巴比妥酸盐                    |
| 阿普巴比妥 | -CH2CHCH2 | -CH(CH3)2       | 5-烯丙基-5-异丙基-巴比妥酸盐                  |
| 苯烯巴比妥 | -CH2CHCH2 | -C6H5           | 5-烯丙基-5-苯基-巴比妥酸盐                    |
| 巴比妥     | -CH2CH3   | -CH2CH3         | 5,5-二乙基巴比妥酸盐                          |
| 溴烯巴比妥 | -CH2CHCH2 | -CH2CBrCH2      | 5-烯丙基-5-(2-溴-烯丙基)-巴比妥酸盐           |
| 戊巴比妥   | -CH2CH3   | -CHCH3(CH2)2CH3 | 5-乙基-5-(1-甲基丁基)-巴比妥酸盐              |
| 苯巴比妥   | -CH2CH3   | -C6H5           | 5-乙基-5-苯基巴比妥酸盐                       |
| 司可巴比妥 | -CH2CHCH2 | -CHCH3(CH2)2CH3 | 5-[(2-右旋)-戊-2-基]-5-乙酸-2-戊基-巴比妥酸盐 |